# Göckelberg
Der Göckelberg ist ein 422,1 Meter hoher Berg am südöstlichen Rand der Frankenweide, wie der mittlere Teil des Pfälzerwald genannt wird.

## Lage
Der Göckelberg umfasst mehrere Teilgipfel und ist Teil eines Bergrückens, zu dem zusätzlich die weiter westlich liegenden Erhebungen Großer Breitenberg und Kleiner Breitenberg zählen.
An seiner Südflanke fließt die Queich vorbei, an seiner Ostflanke der Wellbach und entlang seiner Nordflanke der Freischbach. Sein größerer, westlicher Teil befindet sich auf der Gemarkung der Ortsgemeinde Wilgartswiesen, der kleinere Teil im Osten gehört zu Rinnthal. Somit verläuft mitten über den Berg die Grenze zwischen den Landkreisen Südwestpfalz und Südliche Weinstraße.

## Flora
Der Berg ist von Mischwald umgeben. Als Baumarten kommen überwiegend Kiefer und Buche vor.

## Bauwerke
An einem seiner östlichen Ausläufer befindet sich zudem die Ruine der Wilgartaburg.

## Tourismus
Entlang seiner Südflanke verläuft der Queichtalradweg.